# Justified
Justified ist eine US-amerikanische Krimiserie mit Dramaelementen, die von 2010 bis 2015 produziert wurde. Sie basiert auf der Figur des U.S. Marshals Raylan Givens aus Elmore Leonards Romanen Pronto, Volles Risiko und Raylan sowie seiner Kurzgeschichte Fire in the Hole.

## Inhalt
Der Deputy U.S. Marshal Raylan Givens hat in Miami einen Auftragskiller zum Ziehen seiner Pistole provoziert und im Rahmen einer möglicherweise gerechtfertigten (engl.: „justified“) Notwehr erschossen. Zur Vermeidung eines Skandals wird er nach Lexington in seinen Heimatstaat Kentucky versetzt, wo sein ehemaliger Mentor Art Mullen das örtliche Marshal-Büro leitet. Schon bald sieht sich Givens mit dem gesetzlosen Treiben der hinterwäldlerischen und skrupellosen Familienclans in seiner alten Heimat Harlan County konfrontiert. Als „moderner Cowboy“ hält er sich zum Übertreten von Gesetzen und zu tendenziell illegalen Ermittlungs- und Fahndungsmethoden ermächtigt. Gleichzeitig muss er im Privatleben seine gescheiterte Ehe und seine Vaterbeziehung aufarbeiten.

## Produktion
Der Arbeitstitel der Serie hieß Lawman. Produziert wurde die Serie durch Elmore Leonard sowie Timberman/Beverly Prods. von Sarah Timberman und Carl Beverly bei Sony Pictures Television. Die Handlung ist zwar in Südost-Kentucky angesiedelt mit den Schwerpunkten Lexington und Harlan County. Aus Kostengründen fanden die Dreharbeiten allerdings in Kalifornien statt. Lediglich der Vorspann wurde in Harlan und Umgebung aufgenommen. Um Authentizitätsdefizite auszugleichen und mehr Lokalkolorit in die Serie einfließen zu lassen, griff das Produktionsteam bei späteren Staffeln verstärkt auf örtliche Berater zurück. Flankierend absolvierten Autoren sowie einzelne Schauspieler wie Walton Goggins Rechercheerkundungen vor Ort.
Der Soundtrack zur Serie im – so das TV-Serien-Webportal serienjunkies.de – „typischen Südstaaten-Sound“ besteht einerseits aus stark blueslastigen Roots-Rock-Stücken wie beispielsweise Harlan County Line von Dave Alvin oder Protection von Lucinda Williams, anderseits aus – teilweise breiter bekannten – Country- und Bluegrass-Songs wie beispielsweise Stand by Your Man (in einer Cover-Version von Beverly Staunton) oder You’ll Never Leave Harlan Alive. Titelstück ist Long Hard Times to Come von Gangstagrass feat. T.O.N.E.z – ein Hybrid aus lokal gängigem Bluegrass und Hip-Hop. Als inoffizielles Staffelfinale-Motto kam die Folkballade You’ll Never Leave Harlan Alive in mehreren Versionen zum Einsatz – der von Dave Alvin, der von Brad Paisley sowie der von Ruby Friedman.
2023 erhielt Justified eine Art Fortsetzung in Form einer achtteiligen Miniserie. Die Handlung von Justified: City Primeval basiert auf einem weiteren Geschichte von Elmore Leonard – diesmal dem Roman City Primeval: High Noon in Detroit. Anders als in der Vorlage zur Hauptserie kommt der Protagonist, US-Marshall Raylan Givins, in diesem Roman nicht vor – weswegen die literarische Vorlage an den Rahmen der geplanten Serienfortsetzung angepasst werden musste. Auch in Sachen Schauplatz unterscheidet sich Justified: City Primeval von der Originalserie. Während letztere größtenteils in Ost-Kentucky angesiedelt ist, spielt die Handlung des Ablegers in Detroit. Die Premiere der Miniserie fand am 18. Juli 2023 auf dem US-Kabelsender FX statt. Im deutschsprachigen Raum erfolgte die Erstveröffentlichung der Miniserie am 6. September 2023 durch Disney+ via Star als Original.

## Besetzung und Synchronisation
Mit der deutschen Synchronisation wurde die Synchronfirma Scalamedia GmbH in München beauftragt. Dialogregie führte Hubertus von Lerchenfeld, der auch zusammen mit Manuel Straube und Stefan Sidak für das Dialogbuch verantwortlich war.

### Hauptdarsteller
| Schauspieler     | Rolle                                | Staffel | Synchronsprecher                         |
| ---------------- | ------------------------------------ | ------- | ---------------------------------------- |
| Timothy Olyphant | Deputy U.S. Marshal Raylan Givens    | 1–6     | Stefan Günther                           |
| Nick Searcy      | Chief Deputy U.S. Marshal Art Mullen | 1–6     | Reinhard Brock (1–4), Roland Hemmo (5–6) |
| Joelle Carter    | Ava Crowder                          | 1–6     | Stephanie Kellner                        |
| Jacob Pitts      | Deputy U.S. Marshal Tim Gutterson    | 1–6     | Hubertus von Lerchenfeld                 |
| Erica Tazel      | Deputy U.S. Marshal Rachel Brooks    | 1–6     | Andrea Wick                              |
| Natalie Zea      | Winona Hawkins                       | 1–6     | Ulla Wagener                             |
| Walton Goggins   | Boyd Crowder                         | 1–6     | Alexander Brem                           |

### Nebendarsteller
| Schauspieler       | Rolle                 | Staffel | Synchronsprecher                 |
| ------------------ | --------------------- | ------- | -------------------------------- |
| David Meunier      | Johnny Crowder        | 1–5     | Thomas Darchinger                |
| Raymond J. Barry   | Arlo Givens           | 1–4     | Erich Ludwig                     |
| Jere Burns         | Wynn Duffy            | 1–6     | Ekkehardt Belle                  |
| Damon Herriman     | Dewey Crowe           | 1–6     | Benedikt Weber                   |
| William Ragsdale   | Gary Hawkins          | 1–3     | Claus-Peter Damitz               |
| Linda Gehringer    | Helen Givens          | 1–2     | Angelika Bender                  |
| Kevin Rankin       | Devil                 | 1–3     | Marc Stachel                     |
| Jeremy Davies      | Dickie Bennett        | 2–6     | Matthias Deutelmoser             |
| Kaitlyn Dever      | Loretta McCready      | 2–6     | Leslie-Vanessa Lill              |
| Abby Miller        | Ellen May             | 2–6     | Anke Korte                       |
| Jim Beaver         | Sherrif Shelby Parlow | 2–6     | Thomas Rauscher                  |
| Joseph Lyle Taylor | Doyle Bennett         | 2       | Thomas Wenke                     |
| Margo Martindale   | Mags Bennett          | 2       | Eva Maria Bayerwaltes            |
| Brad William Henke | Coover Benett         | 2       | Patrick Schröder                 |
| Mykelti Williamson | Ellstin Limehouse     | 3–6     | Torsten Münchow                  |
| Demetrius Grosse   | Errol                 | 3       | Sebastian Winkler Marc Rosenberg |
| Neal McDonough     | Robert Quarles        | 3       | Matti Klemm                      |
| Brendan McCarthy   | Tanner                | 3       | Ole Pfennig                      |
| Sam Elliott        | Avery Markham         | 6       | Frank Engelhardt                 |
| Jonathan Tucker    | Boon                  | 6       |                                  |

## Ausstrahlung
Vereinigte Staaten
Die erste Staffel wurde vom 16. März 2010 bis zum 8. Juni 2010 vom US-Pay-TV-Sender FX in der Season 2009/2010 erstausgestrahlt. Sie umfasst 13 Folgen. Anfang Mai 2010 verlängerte FX Justified um eine 13 Folgen umfassende zweite Staffel, die vom 9. Februar bis zum 4. Mai 2011 ausgestrahlt wurde.
Noch während der Ausstrahlung der zweiten Staffel wurde Ende März 2011 eine dritte Staffel mit erneut 13 Folgen bestellt, da die Serie die von FX gestellten Erwartungen deutlich übertroffen habe. Die dritte Staffel wurde ab dem 17. Januar 2012 von FX gesendet. Da die Einschaltquoten während der dritten Staffel weiterhin stabil blieben, gab FX Anfang März 2012 die Verlängerung um eine vierte Staffel mit weiteren 13 Episoden bekannt. Die Ausstrahlung der vierten Staffel war vom 8. Januar 2013 bis zum 2. April 2013 zu sehen. Ende März 2013 verlängerte der Kabelsender FX die Serie um eine fünfte Staffel, welche vom 7. Januar bis zum 8. April 2014 zu sehen war. Im Januar 2014 wurde bekannt gegeben, dass die sechste Staffel die letzte sein wird. Sie wurde vom 20. Januar bis zum 14. April 2015 ausgestrahlt.
Deutschland
Die Ausstrahlungsrechte für Deutschland wurden Mitte 2011 von ProSiebenSat.1 erworben, später wurde entschieden, Justified auf Kabel eins auszustrahlen. Dort begann die Ausstrahlung der ersten Staffel am 10. März 2012 und endete am 2. Juni 2012. Die zweite Staffel wurde bei Kabel eins vom 28. August bis zum 30. Oktober 2012 gezeigt.
Obwohl die Ausstrahlung der dritten Staffel im Herbst 2013 bei ProSieben Maxx geplant war, erfolgte keine reguläre Ausstrahlung. Die deutsche Erstveröffentlichung erfolgte über die Video-on-Demand-Dienste Watchever und – inkl. der 4. Staffel – Amazon Instant Video. Im November und Dezember 2014 wurde die 5. Staffel in Deutschland auf dem Pay-TV-Sender AXN erstausgestrahlt, via AXN sind auch die vorherigen Staffeln auf dem on-Demand-Dienst Sky go zugänglich. AXN veröffentlichte ebenfalls die sechste Staffel im Originalton, die mit einem Tag Verspätung zur Erstveröffentlichung in den Vereinigten Staaten ausgestrahlt wurde.
Österreich
Vom 5. Februar bis zum 26. März 2014 strahlte der Sender ORF eins die ersten acht Episoden der ersten Staffel aus.

## Rezeption
Die erste Staffel der Serie hat bei Metacritic einen Metascore von 80/100 basierend auf 27 Rezensionen, die zweite Staffel hat einen Metascore von 91/100 basierend auf 12 Rezensionen, die dritte Staffel hat einen Metascore von 89/100 basierend auf 14 Rezensionen, die vierte Staffel hat einen Metascore von 90/100 basierend auf 14 Rezensionen und die fünfte Staffel wiederum hat nur einen Score von 84/100 ebenfalls basierend auf 14 Rezensionen. Die sechste Staffel hat einen Score von 89/100 basierend auf 11 Rezensionen

„Die Dialoge der Serie stehen in der Tradition von Elmore Leonards Storys und gehören zum Besten, was es seit langem im Fernsehen zu erleben gab.“

„Es wäre ein Schnellschuss, die neue Serie im Programm von Kabel 1 aufgrund dieser klassischen Eröffnung als modernen Westernverschnitt zu bezeichnen – auch wenn die Hauptfigur ständig mit Cowboyhut durchs Bild läuft. ‚Justified‘ ist vielmehr düstere Pulp Fiction aus dem US-Hinterland.“

„Trotz einiger Härten kann man Justified keine übertriebene Gewalt vorwerfen. Die Serie hat einen seltenen ironischen Grundton. Wenn Givens trotz einer Schrotflinte im Rücken noch die Zeit findet, in seiner lächerlichen Cowboy-Klamotte einen schlechten Witz zu erzählen, fällt einem wieder ein, dass er eine Figur Elmore Leonards ist.“

### Auszeichnungen
2011 erhielt die Serie für ihre erste Staffel einen Peabody Award. Als herausragend wurde hier die „Mischung aus Moralstück und Charakterstudie“ erwähnt, die als Gegenwartswestern im wilden, ländlichen Ost-Kentucky inszeniert wird.
Für die Primetime-Emmy-Verleihung 2011 wurden Timothy Olyphant als bester Hauptdarsteller in einer Dramaserie (Outstanding Lead Actor in a Drama Series), Walton Goggins als bester Nebendarsteller in einer Dramaserie (Outstanding Supporting Actor in a Drama Series) und Margo Martindale als beste Nebendarstellerin in einer Dramaserie (Outstanding Supporting Actress in a Drama Series) nominiert – Martindale gewann die Auszeichnung. Weiter wurde Jeremy Davies als bester Gastdarsteller in einer Dramaserie (Outstanding Guest Actor In A Drama Series) nominiert.
Kaitlyn Dever erhielt für ihre Leistung eine Nominierung als beste wiederkehrende Schauspielerin in einer Fernsehserie (Best Performance in a TV Series – Recurring Young Actress) für den Young Artist Awards 2012. 2012 erhielt Jeremy Davies erneut für seine Rolle des Dickie Bennett eine Emmy-Nominierung als bester Gastdarsteller in einer Dramaserie (Outstanding Guest Actor In A Drama Series). In der technischen Kategorie Kinematographie für eine Single-Camera-Serie (Outstanding Art Direction for a Single-Camera Series) wurden Dave Blass (Production Designer), Oana Bogdan (Art Director) und Shauna Aronson (Set Decorator) für die Folgen Cut Ties (3x02), Loose Ends (3x09) und Measures (3x11) nominiert.

### Einschaltquoten
Die Premiere von Justified war die zweiterfolgreichste Serienpremiere in der Geschichte des FX-Networks und hatte in den USA 4,16 Millionen Zuschauer. Die Quote der vierten Folge vom 6. April 2010 fiel auf ein wesentlich niedrigeres Niveau von 2,10 Millionen Zuschauern zurück. Die ersten sieben Folgen der zweiten Staffel erreichten bei Erstausstrahlung durchschnittlich 3,9 Millionen Zuschauer, gegenüber der ersten Staffel stellt dies ein Wachstum um 15 Prozent dar. Die Gesamtzuschauerzahl innerhalb der ersten Woche wuchs um sechs Prozent auf 7,2 Millionen. Die Erstausstrahlung der Finalfolge der dritten Staffel erzielte die höchsten Einschaltquoten seit der Premiere der zweiten Staffel.

## DVD und Blu-ray-Veröffentlichung
In Großbritannien sind die einzelnen Staffeln nur auf DVD erhältlich.
Vereinigte Staaten
- Staffel 1 erschien am 18. Januar 2011
- Staffel 2 erschien am 3. Januar 2012
- Staffel 3 erschien am 31. Dezember 2012
- Staffel 4 erschien am 17. Dezember 2013
- Staffel 5 erschien am 2. Dezember 2014
- Staffel 6 erschien am 2. Juni 2015

Großbritannien
- Staffel 1 erschien am 14. März 2011
- Staffel 2 erschien am 18. Juli 2011
- Staffel 3 erschien am 25. Februar 2013
- Staffel 4 erschien am 12. August 2013
- Staffel 5 erschien am 15. Dezember 2014

Deutschland
- Staffel 1 erschien am 6. Juni 2012
- Staffel 2 erschien am 11. April 2013
- Staffel 3 erschien am 27. Mai 2014
- Staffel 4 erschien am 27. November 2014
- Staffel 5 erschien am 29. Januar 2015
- Staffel 6 erschien am 5. November 2015

## Fortsetzung
2023 wurde mit der Miniserie Justified: City Primeval eine Fortsetzung ausgestrahlt. Die Hauptrolle übernahm erneut Timothy Olyphant.